# Parc naturel régional de Serre
Le parc naturel régional de Serre (en italien : Parco naturale regionale delle Serre) est un parc naturel régional de la Calabre,.
Situé entre l'Aspromonte et le Sila, il est traversé par deux longues chaînes de montagnes, de grandes forêts, dont celle du Stilo, et des cours d'eau avec des cascades comme la cascata del Marmarico (it) (la plus haute, 118 m), dans la commune de Bivongi.

## Territoire

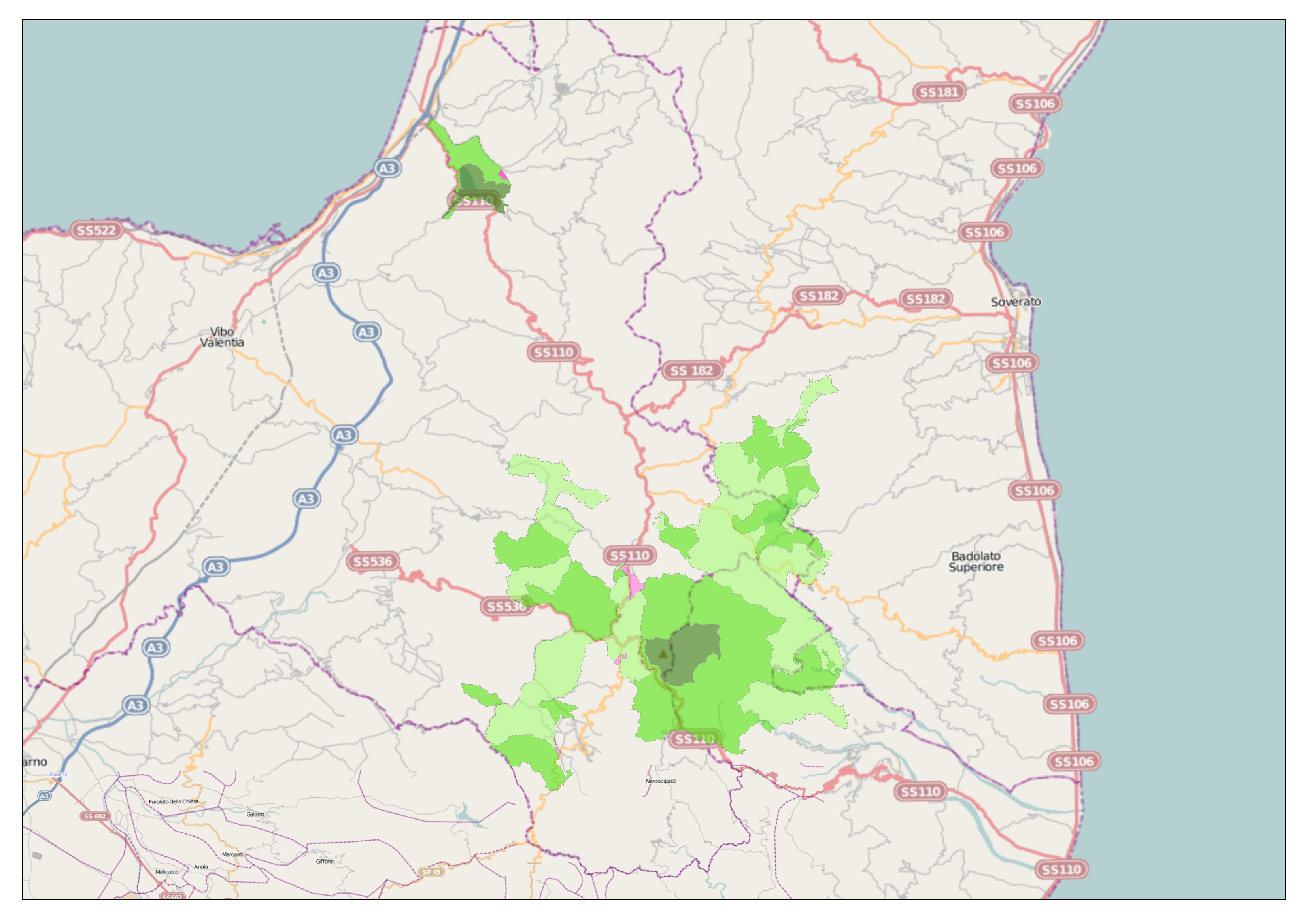
Carte du parc.

Le parc est divisé en cinq différentes zones en raison de la variété de ses milieux naturels afin que différentes mesures de protection et de sauvegarde du territoire soient appliquées selon les zones.
- Zone A (réserve complète) : bosco Archiforo (it), bosco Santa Maria et monte Pecoraro (it).
- Zone B (réserve d'orientation générale) : elle est caractérisée par les forêts régionales et les bandes périmétriques de la zone A.
- Zone C (zone de protection) : dans cette zone se trouvent les activités agroforestières-pastorales et artisanales et la collecte de produits naturels. 68,67 % du parc font partie de cette zone.
- Zone D (zone de développement) : dans cette zone se trouvent les centres urbains, les zones périurbaines, les zones d'expansion et les zones voisines, ainsi que les zones destinées aux établissements touristiques et de production.
- Zone protégée du lac Angitola : elle occupe une superficie de 875 ha, soit 4,95 % de la superficie du parc.

## Galerie

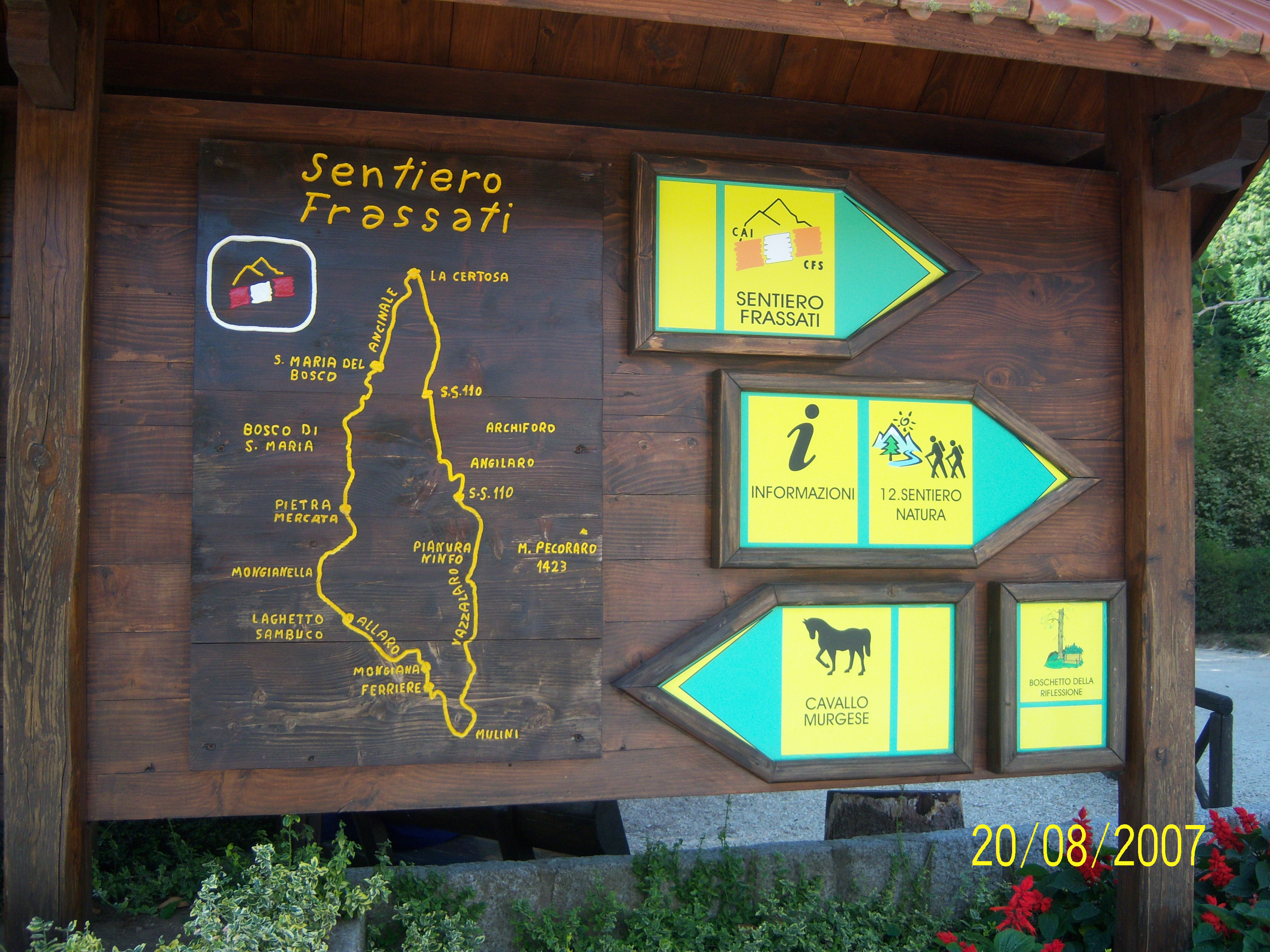
Les itinéraires de randonnée.
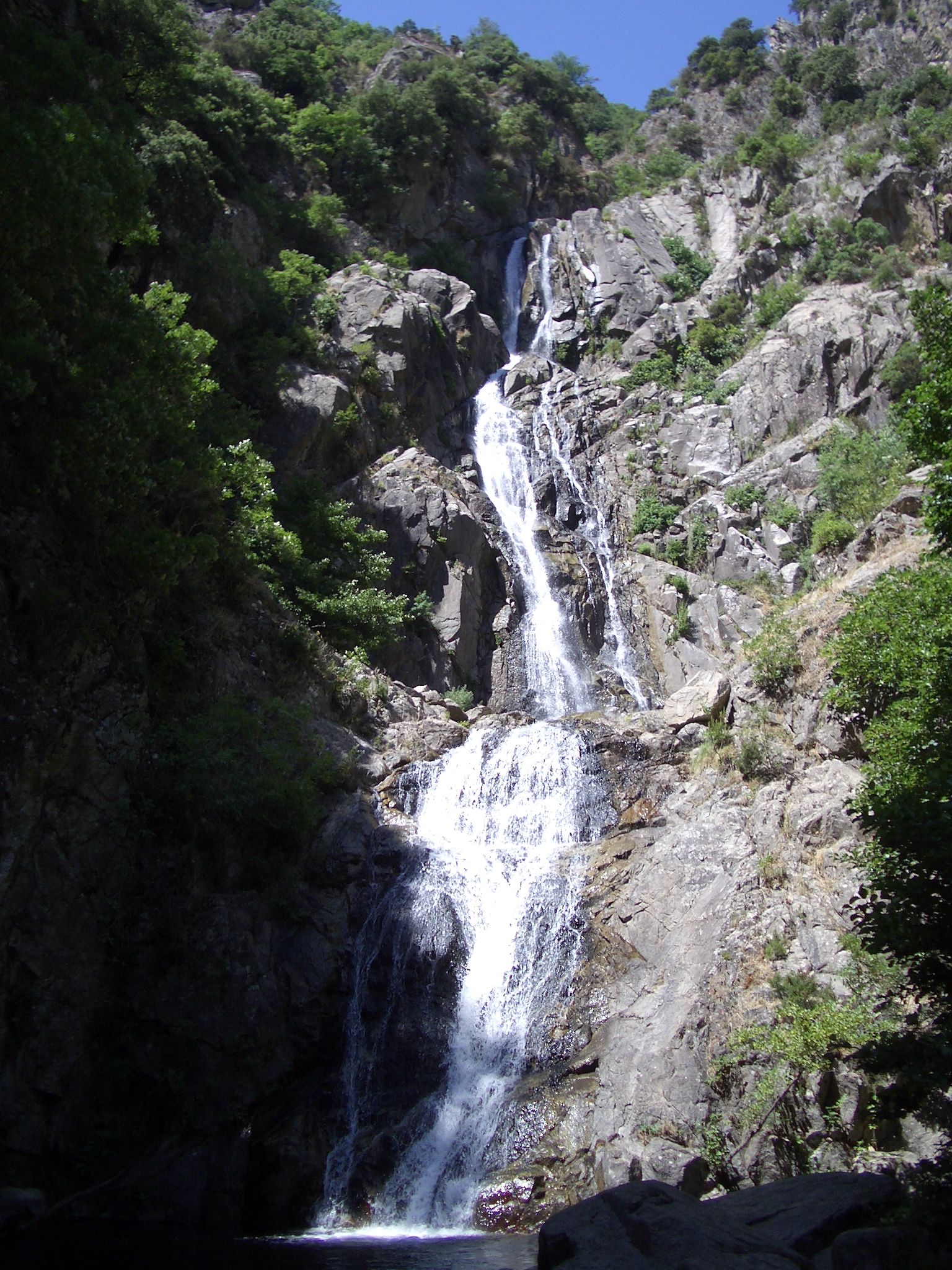
La cascade de Marmarico.
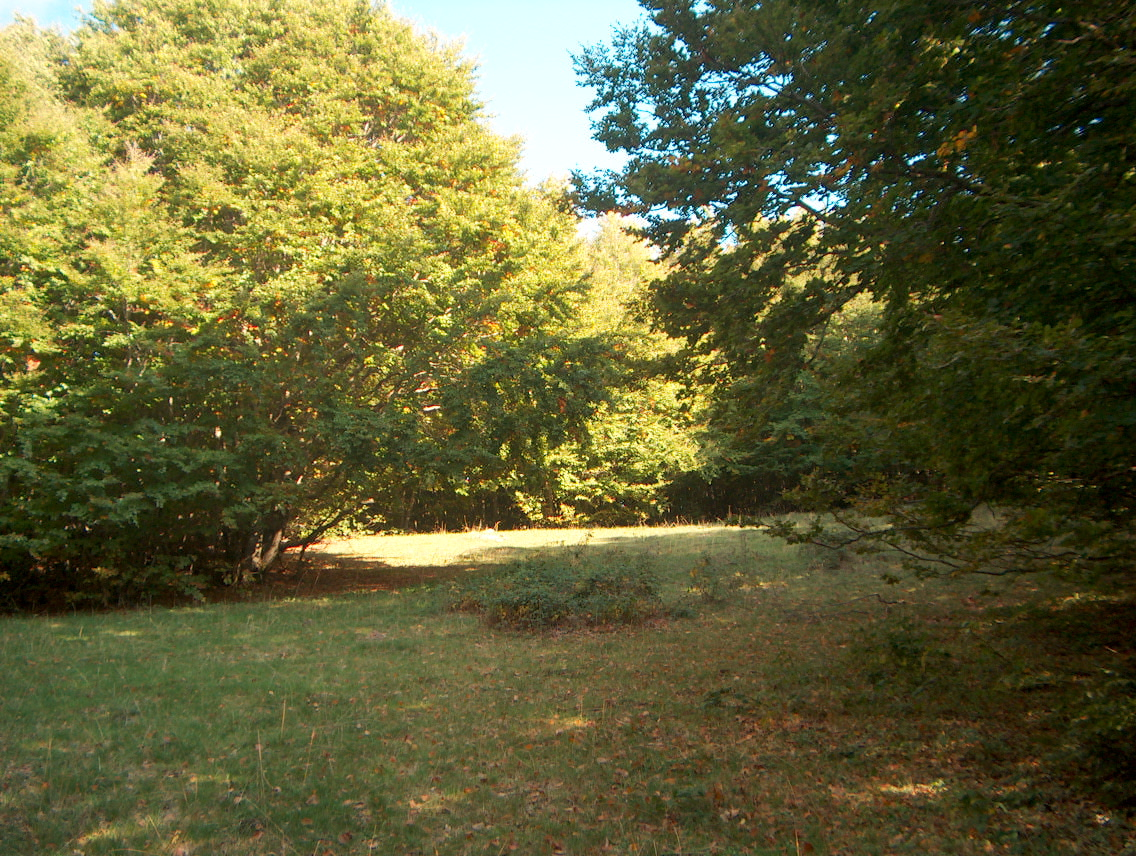
La forêt de Sila.
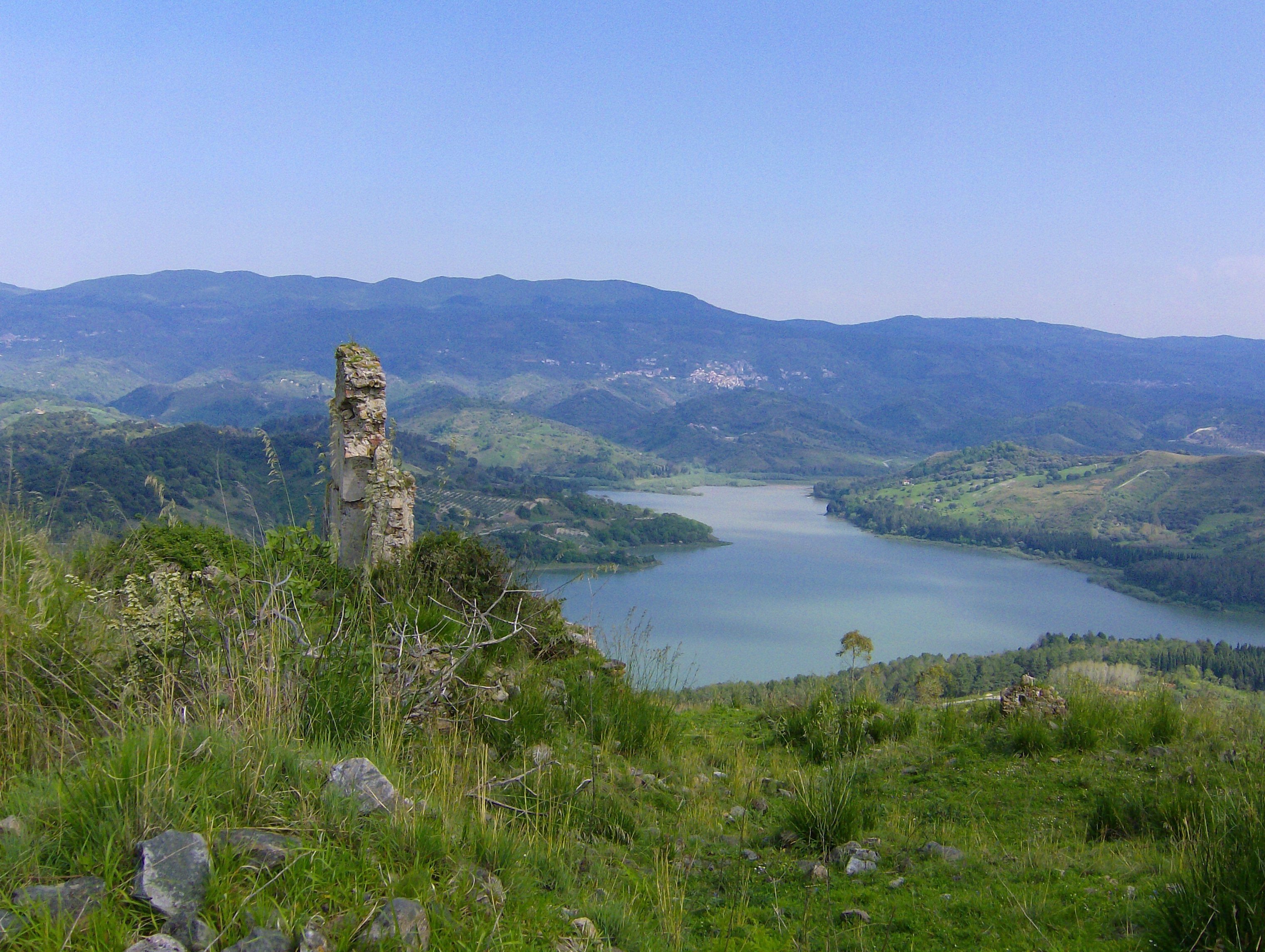
Le lac Angilota.